# Gegharot
Gegharot är ett vattendrag i Armenien. Det ligger i den centrala delen av landet, 29 kilometer norr om huvudstaden Jerevan.
Trakten runt Gegharot består i huvudsak av gräsmarker. Runt Gegharot är det ganska tätbefolkat, med 116 invånare per kvadratkilometer.